# Sevil Shhaideh
Sevil Shhaideh, nata Sevil Cambek (Costanza, 4 dicembre 1964), è un'economista, funzionaria e politica rumena.
Dopo una carriera da funzionario nel distretto di Costanza (1987-2012) e al ministero della pubblica amministrazione (2012-2015), nel maggio 2015 ne fu nominata ministro dal premier Victor Ponta in sostituzione di Liviu Dragnea. Nel dicembre del 2016 fu proposta dal Partito Social Democratico per la funzione di primo ministro, ma il presidente della repubblica Klaus Iohannis ne rifiutò la candidatura. Fu, quindi, nuovamente incaricata della conduzione del ministero della pubblica amministrazione nel quadro dei governi Grindeanu e Tudose, nati nel 2017.

## Biografia

### Famiglia e vita privata
Sevil Cambek nacque a Costanza da una famiglia romena di fede musulmana. Il padre Saedin Cambek è di origine turca di Romania, mentre la madre Muezel di origine tatara di Crimea. Sevil, inoltre, è pronipote dello storico turco Kemal Karpat
Nel 2011 sposò in seconde nozze l'uomo d'affari siriano Akram Shhaideh. Liviu Dragnea, allora segretario generale del Partito Social Democratico (PSD) e presidente del consiglio del Distretto di Teleorman ne fu testimone di nozze. Secondo una dichiarazione di interessi finanziari datata luglio 2015, la coppia possedeva tre proprietà in Siria: una a Latakia e due a Damasco.

### Studi e carriera professionale
Nel 1987 Shhaideh si laureò presso l'Accademia degli studi economici di Bucarest nella facoltà di programmazione economica e cibernetica. Lavorò successivamente in qualità di funzionario nella pubblica amministrazione nel Distretto di Costanza. Fra il 1987 e il 1991 fu analista di programmazione presso l'ufficio per la meccanizzazione dell'agricoltura, tra il 1991 e il 1993 fu direttore dei sistemi informatici presso la Direzione del lavoro e della protezione sociale del distretto di Costanza. Dopo il 1993, fu fino al 2007 direttore dei sistemi informatici del consiglio di distretto di Costanza.
Dal 2007 al 2012 rivestì l'incarico di capo della Direzione generale dei progetti di Costanza, con il compito di regolare e gestire i progetti finanziati dall'Unione europea. Fu contemporaneamente coordinatrice dell'Unione nazionale dei consigli di distretto della Romania (UNJCR), nel periodo in cui ne era presidente Liviu Dragnea. In questa funzione fu responsabile dell'elaborazione di normative riferite alla pubblica amministrazione a livello locale. Dal 2000 fu anche presidente dell'Associazione nazionale degli informatici della pubblica amministrazione (ANIAP).
Negli anni seguì vari corsi di perfezionamento professionale sulla pubblica amministrazione e sulla gestione delle organizzazioni non governative (presso la United States Agency for International Development nel 1995 e nel 2001), sulla gestione dei progetti (presso l'Oracle University nel 2002 e la PM Solutions România nel 2004) e sul processo di auditing (presso la TUV Institution nel 2003).
Nel 2007 conseguì un master in management dei progetti d'affari presso la facoltà di scienze economiche dell'Università Ovidius di Costanza.
Nel maggio del 2012 fu nominata segretario di stato presso il Ministero dello sviluppo regionale e della pubblica amministrazione, guidato allora da Liviu Dragnea.

### Carriera politica
Il 15 maggio 2015 l'Alta Corte di Cassazione e Giustizia emise una sentenza di condanna ad un anno di reclusione (con sospensione della pena) nei confronti del ministro della pubblica amministrazione Liviu Dragnea e altre 74 persone, accusate di frode elettorale in occasione del referendum del 2012. Pur professandosi innocente e ricorrendo in appello, Dragnea presentò comunque le proprie dimissioni da ministro e da segretario esecutivo del PSD. Il 20 maggio il premier socialdemocratico Victor Ponta nominò nuovo ministro della pubblica amministrazione l'economista musulmana cinquantenne Sevil Shhaideh, già funzionario dello stesso ministero ed elemento legato a Dragnea da rapporti oltre che lavorativi, anche personali. Mantenne l'incarico solo fino al 17 novembre, quando cadde il governo Ponta IV e nacque il governo Cioloș, nel quale il dicastero della pubblica amministrazione fu assegnato a Vasile Dîncu.
In seguito alla netta vittoria alle elezioni legislative rumene del dicembre 2016, il PSD diede il via alle consultazioni interne per la scelta del primo ministro da proporre al presidente della repubblica Klaus Iohannis per la nomina del successore di Dacian Cioloș. Il 21 dicembre 2016 il partito, insieme agli alleati dell'Alleanza dei Liberali e dei Democratici (ALDE), propose la nomina di Shhaideh, che sarebbe potuta diventare la prima donna e la prima musulmana alla guida del governo romeno. Liviu Dragnea, divenuto nel corso del 2015 presidente del partito, affermò pubblicamente di avere piena fiducia nella Shhaideh e che si sarebbe assunto tutta la responsabilità politica della scelta. La candidatura, tuttavia, fu rifiutata da Iohannis il 27 dicembre.
Nacque, quindi, un governo presieduto dall'ex presidente del consiglio del distretto di Timiș Sorin Grindeanu, nel quale Shhaideh rivestì nuovamente la funzione di ministro dello sviluppo regionale e della pubblica amministrazione, con il ruolo di vice primo ministro. In giugno fu uno dei soli cinque ministri a superare la valutazione sulle attività del governo eseguita dal comitato esecutivo del partito. L'emergere di contrasti tra Dragnea e il premier Sorin Grindeanu, tuttavia, portò alla fine del governo. Mentre Grindeanu perse l'appoggio del PSD, i ministri, su indicazione del partito, presentarono le proprie dimissioni in massa, in modo da spingere il primo ministro a ritirarsi dal suo ruolo. Il governo Grindeanu cadde il 21 giugno 2017, su una mozione di sfiducia presentata dallo stesso PSD. Fu riconfermata nella stessa posizione anche nel successivo governo Tudose.
Nel settembre 2017 la Direzione nazionale anticorruzione (DNA) avviò un'inchiesta nei confronti del ministro della pubblica amministrazione Sevil Shhaideh per far luce sul presunto trasferimento illegale, avvenuto nel 2013, di una serie di terreni situati sull'isola Belina (distretto di Teleorman) dal demanio statale al Consiglio del distretto di Teleorman, poi concessi in affitto ad alcune aziende private. Nell'ambito della stessa inchiesta, con l'accusa di complicità in abuso d'ufficio, la DNA inviò alla camera dei deputati la richiesta di procedere penalmente anche contro il ministro dei fondi europei Rovana Plumb, deputato, e all'epoca dei fatti ministro dell'ambiente. Nonostante l'assoluto sostegno ufficiale fornito da parte della dirigenza del PSD ai due ministri, ritenuti da Dragnea vittime di un attacco giudiziario, il premier Tudose avanzò perplessità sulla credibilità del suo governo in presenza di indagati nel consiglio dei ministri. Il primo ministro, quindi, avanzò l'ipotesi di un rimpasto, benché tale possibilità non piacesse al presidente del partito e rischiasse di aprire una crisi di governo. Il 12 ottobre, al termine della riunione del consiglio esecutivo del PSD, Plumb e Shhaideh rassegnarono le proprie dimissioni. Il giorno successivo, Sevil Shhaideh fu nominata consigliere di stato di Tudose. Fu licenziata dall'incarico nel 2019 dal nuovo primo ministro Ludovic Orban.
Conclusa l'esperienza di ministro fu anche membro del consiglio d'amministrazione di OMV Petrom tra l'ottobre 2017 e il gennaio 2020.
Il 21 febbraio 2023 fu prosciolta dalla corte d'appello di Bucarest.